# Połączenie lutowane
Połączenie lutowane – połączenie, w którym metalowe elementy łączone są przy użyciu spoiwa (lutu) topionego w temperaturze znacznie niższej niż temperatura topnienia łączonych części. Obszar spoiny jest podgrzewany do temperatury, w której struktura krystaliczna spajanych metali jest w stanie wchłonąć pewną liczbę cząsteczek spoiwa. Spoiwo wypełnia wszystkie przestrzenie pomiędzy spajanymi elementami.
Wyróżnia się:

Reprezentacja połączenia lutowanego w rysunku technicznym maszynowym

- lutowanie miękkie - w zależności od spajanych metali używa się różnych lutów i różnego zakresu temperatur. Dla stali, miedzi, cynku itp. stosuje się stopy cynowo-ołowiowe i temperatury 180-325 °C.
- lutowanie twarde - w zależności od spajanych metali używa się różnych lutów i różnego zakresu temperatur. Dla stali stosuje się miedź, mosiądz lub stopy srebra w temperaturach od 600 do 1450 °C. Dla aluminium stosuje się stopy aluminiowo-krzemowe w temperaturach 530 do 570 °C.

Do podgrzewania lutowanych elementów i topienia lutu używa się płomienia gazowego lub lutownicy elektrycznej.